# 名取市消防本部
名取市消防本部（なとりししょうぼうほんぶ）は、宮城県名取市の消防部局（消防本部）である。

## 沿革
- 1966年4月1日 名取市消防本部・名取市消防署を設置。
- 1968年 救急業務を開始。
- 1975年3月25日 手倉田出張所現庁舎が竣工。
- 1986年6月10日 消防本部・消防署現庁舎が竣工。
- 1995年3月15日 閖上出張所現庁舎が竣工。
- 1998年2月26日 高舘出張所現庁舎が竣工。
- 2011年3月11日 東北地方太平洋沖地震に伴う東日本大震災の大津波で殉職3名、閖上出張所全壊等の被害を出す。

## 組織
- 本部 - 総務課、警防課、予防課
- 消防署

## 主力機械
2024年4月1日現在
- 普通消防ポンプ自動車：2
- 水槽付消防ポンプ自動車：4
- 化学消防自動車：1
- 救助工作車：1
- 高規格救急車：5
- 指揮車：1
- 資機材搬送車：1
- 連絡車：2
- 人員搬送車：2
- 防災車：1
- 査察車：2

【主力機械に関する参考文献：名取市消防本部　令和6年版消防概要】

## 消防署

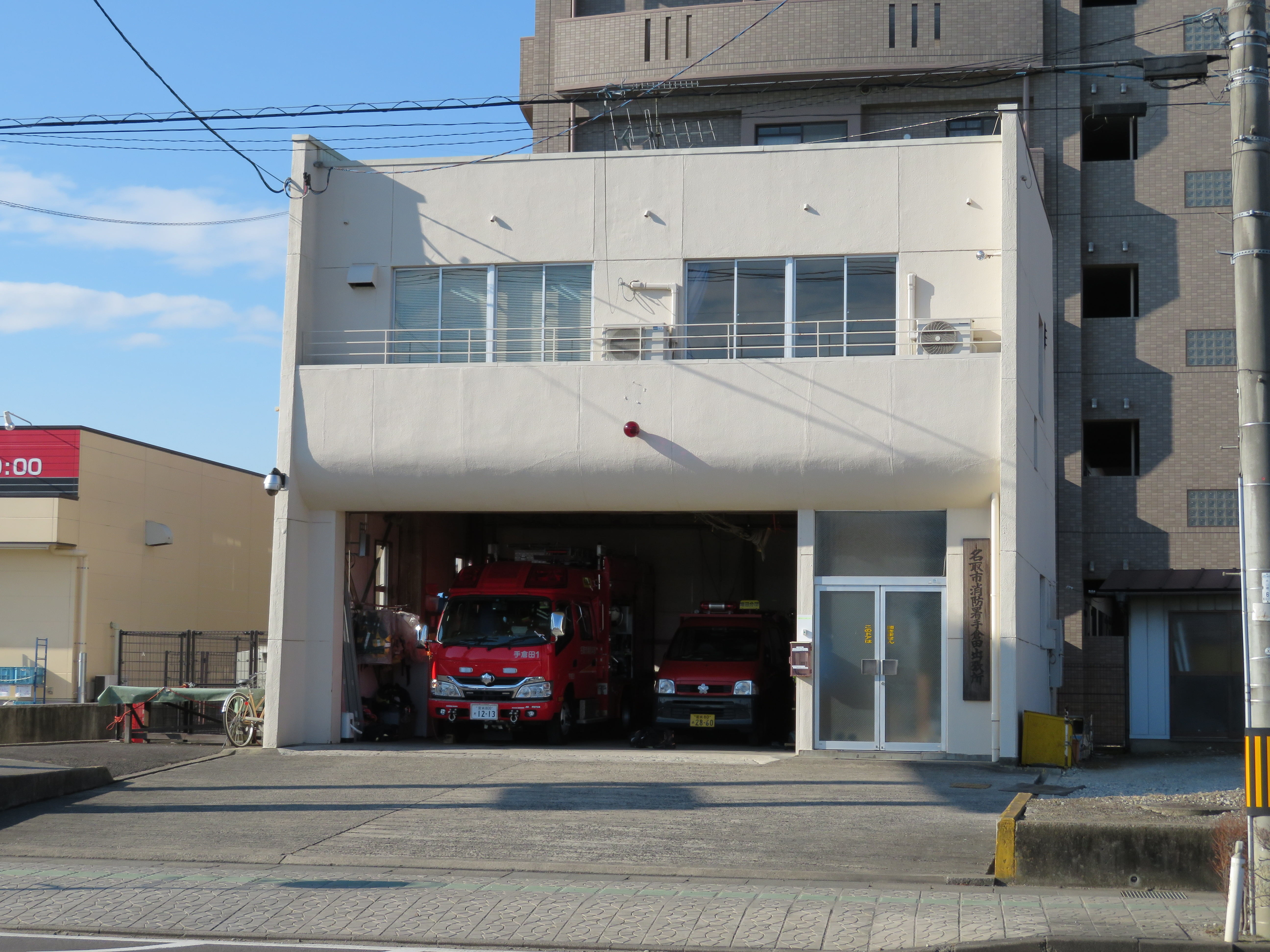
手倉田出張所

| 消防署       | 住所               | 出張所                                                                                      |
| ------------ | ------------------ | ------------------------------------------------------------------------------------------- |
| 名取市消防署 | 増田五丁目18番32号 | 閖上：閖上七丁目1番8号 手倉田：手倉田字諏訪559番地の2 高舘：高舘熊野堂字五反田山11番地の150 |